# Ett hopplöst fall
Ett hopplöst fall är en tysk komedifilm från 1939 i regi av Erich Engel med manus av Jochen Huth. Filmen hade svensk premiär 1941, distribuerad av Wivefilm.

## Rollista
- Jenny Jugo - Jenny
- Karl Ludwig Diehl - Professor Bruchsal
- Hannes Stelzer - Hans Faber
- Leo Peukert - Jennys far
- Axel von Ambesser - beundrare
- Heinz Salfner - betjänt
- Theodor Danegger - Gotthelf Matthias
- Josefine Dora - Emma
- Hans Richter - student
- Erik Ode - student

## Möte
Den 14 mars 1939 kallade Adolf Hitler Emil Hácha, Tjeckoslovakiens president till Berlin för samtal. Mötet var schemalagt sent på natten och skulle, förutom Hitler, omfatta Hermann Göring och Joachim von Ribbentrop. Den äldre Hácha förnedrades av att medvetet låts vänta i timmar, eftersom Hitler vid den tiden tittade på filmen Ett hopplöst fall, som slutade efter midnatt. Han kallades in av Hitler klockan 01:15, som informerade honom om att tyska trupper skulle marschera in i Tjeckoslovakien klockan 06:00, under förevändning att tjeckerna störde freden i Europa. I förkammaren pressade Göring och Ribbentrop Hácha att skriva under ett dokument som legaliserade invasionen. När Hácha tvekade hotade Göring att bomba Prag, varpå Hácha svimmade. Återupplivad genom injektion undertecknade Hácha ett dokument i närvaro av Hitler som accepterade invasionen och annekteringen av Tjeckiens land till det Tredje riket, som började tidigt på morgonen den 15 mars 1939.